# لودی لنگر

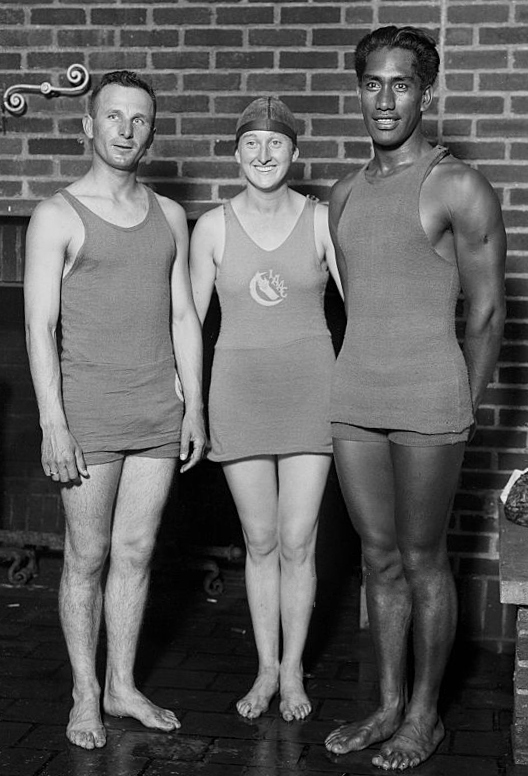
نگاره‌ای از لودی لنگر (سمت چپ، نفر اول) - ۱۹۲۰

لودی لنگر (به انگلیسی: Ludy Langer) (زادهٔ ۲۲ ژانویهٔ ۱۸۹۳) شناگر اهل ایالات متحده آمریکا است.